# Mike Flanagan
Mike Flanagan (Salem, Massachusetts, 20 de maio de 1978) é um cineasta americano e parceiro da Intrepid Pictures. Ele é mais conhecido por seus filmes de terror, todos os quais dirigiu, escreveu e editou, incluindo Absentia (2011), Oculus (2014), Hush, Before I Wake, Ouija: Origin of Evil (todos em 2016), Gerald's Game (2017) e Doctor Sleep (2019).
Flanagan também criou, dirigiu, produziu, escreveu e editou a série de terror sobrenatural da Netflix, The Haunting of Hill House (2018), baseada no romance de Shirley Jackson de mesmo nome. Ele também liderou a segunda temporada independente, intitulada The Haunting of Bly Manor, baseada no romance de terror The Turn of the Screw, de Henry James.
O trabalho de Flanagan atraiu o elogio da crítica por sua direção, foco em personagens e temas raramente retratados. Stephen King, Quentin Tarantino e William Friedkin, entre outros, o elogiaram. Ele é casado com a atriz Kate Siegel, que apareceu na maioria de suas obras desde Oculus; eles também escreveram o roteiro de Hush juntos.

## Vida pessoal
Flanagan nasceu em 1978 em Salem, Massachusetts. Seu pai estava na Guarda Costeira dos Estados Unidos e a família se mudava com frequência. Embora ele tenha vivido apenas brevemente em Salem, isso deixou uma impressão nele, e Flanagan manteve um interesse permanente tanto nos julgamentos das bruxas de Salem quanto em tópicos associados, como histórias de fantasmas e ficção de terror. Ele era aluno da Escola Secundária Archbishop Spalding. Flanagan acabou indo parar em Maryland, onde estudou na Towson University. Ele se formou com bacharelado em Mídia Eletrônica e Filme e especialização em Teatro.
Flanagan já teve um relacionamento com a atriz de Absentia Courtney Bell, com quem tem um filho. Desde fevereiro de 2016 é casado com a atriz Kate Siegel, com quem tem dois filhos, um filho e uma filha.

## Carreira
Os filmes de Flanagan, quando estudante, eram mais orientados para o melodrama. Posteriormente, ele os caracterizou como "impróprios para consumo público", mas disse que foram "experiências de aprendizagem incríveis". Seu primeiro filme dirigido após a formatura, Ghosts of Hamilton Street (2003), foi filmado em Maryland e contou com atores locais, incluindo Scott Graham, que Flanagan conheceu em Towson. Graham iria estrelar o curta-metragem de Flanagan de 2006, Oculus: Capítulo 3 - O Homem com o Plano, que ele fez por $ 1500.
Flanagan originalmente pretendia que a história de Oculus fosse contada em uma série de curtas-metragens, mas não conseguiu financiamento. Em vez disso, ele filmou o capítulo que incluía uma história de fundo e usou isso para demonstrar que poderia dirigir um filme de terror. O curta se tornou popular em festivais de cinema, e os produtores estavam interessados em desenvolver o conceito. Flanagan dirigiu Absentia (2011), que foi financiado por meio de uma campanha Kickstarter.
Feito por US$ 70.000, e filmado em seu apartamento em Glendale, Califórnia, Absentia foi lançado diretamente em vídeo, mas ganhou popularidade quando a Netflix o ofereceu em seu serviço de streaming. Após o sucesso surpreendente de Absentia, Flanagan voltou para Oculus. A Intrepid Pictures se interessou pelo conceito e concordou em deixar Flanagan dirigir. A versão longa de Oculus foi filmada em 2012 e lançada nos cinemas pela Relativity Media em 2014.
Depois de Oculus, Flanagan filmou seu próximo filme, Before I Wake, em 2013. O filme foi adquirido pela Relativity Media em 2014 e estava originalmente programado para ser lançado em 8 de maio de 2015, mas foi adiado para 25 de setembro de 2015 e posteriormente retirado da programação devido ao pedido de concordata da empresa. Após um ano no tribunal de falências, a Relativity anunciou que o filme seria lançado em 8 de abril de 2016, mas não lançou o filme na data prometida, pois a empresa lutava para se recuperar. O filme estava programado para ser lançado em 9 de setembro de 2016, mas três semanas antes dessa data, a Relativity mais uma vez retirou o filme da programação, o que gerou uma discussão pública entre Flanagan e o CEO da Relativity Ryan Kavanaugh no Twitter. Kavanaugh afirmou que a data de 9 de setembro foi uma "data ruim", enquanto Flanagan sugeriu que a Relativity não era financeiramente capaz de lançar o filme. A Relativity nunca lançou o filme, pois Kavanaugh vendeu a Relativity para a plataforma de rede social baseada em Cingapura YuuZoo em outubro de 2016. A Netflix eventualmente adquiriu os direitos e lançou o filme em janeiro de 2018.
Flanagan escreveu e dirigiu Ouija: Origem do Mal, estrelado por Elizabeth Reaser, Henry Thomas e Annalise Basso. A produção começou em setembro de 2015, e o filme foi lançado em outubro de 2016 e arrecadou mais de $ 81 milhões em todo o mundo.
Na mesma época, foi revelado que Flanagan estava trabalhando em um "projeto secreto" chamado Hush. Escrito em 2014 e filmado em março de 2015, o projeto foi mantido em sigilo até uma exibição no Festival de Cinema de Toronto. Escrito por Flanagan e a atriz principal Kate Siegel, e também estrelado por John Gallagher Jr., Michael Trucco e Samantha Sloyan, o filme teve sua estreia mundial no SXSW em março de 2016 e foi lançado exclusivamente na Netflix em 8 de abril de 2016.
Em 2017, Flanagan dirigiu, escreveu e editou o filme de terror psicológico Gerald's Game, baseado no romance homônimo de 1992 de Stephen King. O filme foi lançado na Netflix em 29 de setembro de 2017, com aclamação da crítica. King chamou o filme de "hipnótico, horripilante e incrível" depois de assistir ao corte bruto.
Em 2018, Flanagan criou, dirigiu, produziu, editou e escreveu a série de terror sobrenatural da Netflix, The Haunting of Hill House, baseada no romance de Shirley Jackson de mesmo nome.
Em 2019, Flanagan escreveu e dirigiu o filme de terror Doctor Sleep, baseado no romance homônimo de Stephen King, em si, a sequência de seu romance anterior The Shining. Ewan McGregor estrela como a versão mais velha de Danny Torrance no filme, que foi lançado em novembro.
Em fevereiro de 2019, The Haunting of Hill House foi renovada para uma segunda temporada independente, intitulada The Haunting of Bly Manor, baseada no romance The Turn of the Screw, de Henry James. Ela estreou em 2020. Na mesma época, também foi anunciado que Flanagan havia se juntado ao colaborador frequente Trevor Macy como parceiro na Intrepid Pictures, e que a dupla havia assinado um acordo geral exclusivo com a Netflix para produzir conteúdo de televisão.
Em julho de 2019, como parte desse acordo geral, a Netflix encomendou a série de terror original de Flanagan, Midnight Mass. Flanagan irá escrever, dirigir e servir como produtor executivo e showrunner na série de 7 episódios. O início da produção estava programado para março de 2020, mas foi temporariamente fechado devido à pandemia COVID-19. A produção começou cinco meses depois, em 17 de agosto de 2020, tornando Midnight Mass uma das primeiras produções a ser retomada em Vancouver.
Em maio de 2020, foi anunciado que Flanagan adaptaria vários romances de Christopher Pike em uma nova série, intitulada The Midnight Club para Netflix. Flanagan co-criou a série e atuará como produtor e showrunner.

## Filmografia

### Filmes
| Título                                    | Ano  | Creditado como | Creditado como | Creditado como | Creditado como | Notas                                |
| Título                                    | Ano  | Diretor        | Escritor       | Editor         | Produtor       | Notas                                |
| ----------------------------------------- | ---- | -------------- | -------------- | -------------- | -------------- | ------------------------------------ |
| Makebelieve                               | 2000 | Sim            | Sim            | Sim            | Não            | Filme de estudante Também compositor |
| Still Life                                | 2001 | Sim            | Sim            | Sim            | Sim            | Filme de estudante Também compositor |
| Ghosts of Hamilton Street                 | 2003 | Sim            | Sim            | Sim            | Não            | Filme de estudante                   |
| Oculus: Chapter 3 – The Man with the Plan | 2006 | Sim            | Sim            | Não creditado  | Sim            | Curta metragem                       |
| Absentia                                  | 2011 | Sim            | Sim            | Sim            | Sim            |                                      |
| Oculus                                    | 2014 | Sim            | Sim            | Sim            | Não            |                                      |
| Hush                                      | 2016 | Sim            | Sim            | Sim            | Não            |                                      |
| Before I Wake                             | 2016 | Sim            | Sim            | Sim            | Não            |                                      |
| Ouija: Origin of Evil                     | 2016 | Sim            | Sim            | Sim            | Não            |                                      |
| Dobaara: See Your Evil                    | 2017 | Não            | História       | Não            | Executivo      | Remake indiano de Oculus             |
| Gerald's Game                             | 2017 | Sim            | Sim            | Sim            | Não            |                                      |
| Doctor Sleep                              | 2019 | Sim            | Sim            | Sim            | Não            |                                      |
| The Life of Chuck                         | 2024 | Sim            | Sim            | Sim            | Sim            |                                      |
| Clayface                                  | 2026 | Não            | Sim            | Não            | Sim            |                                      |

### Televisão
| Título                             | Ano       | Creditado como | Creditado como | Creditado como | Creditado como | Creditado como     | Notas                                                                                |
| Título                             | Ano       | Criador        | Diretor        | Escritor       | Editor         | Produtor Executivo | Notas                                                                                |
| ---------------------------------- | --------- | -------------- | -------------- | -------------- | -------------- | ------------------ | ------------------------------------------------------------------------------------ |
| Untold Stories of the E.R.         | 2005      | Não            | Não            | Não            | Associado      | Não                | Documentário Também editor do episódio "How Can This Happen?"                        |
| Bone Detectives                    | 2007      | Não            | Não            | Não            | Sim            | Não                | Documentário                                                                         |
| Your Place or Mine?                | 2008      | Não            | Não            | Não            | Sim            | Não                | Reality de televisão                                                                 |
| Super Swank                        | 2008      | Não            | Não            | Não            | Sim            | Não                | Documentário                                                                         |
| Machines of Malice                 | 2008–2009 | Não            | Não            | Não            | Sim            | Não                | Documentário                                                                         |
| Pinks: All Out                     | 2009      | Não            | Não            | Não            | Sim            | Não                | Reality de televisão                                                                 |
| Million Dollar Listing Los Angeles | 2009      | Não            | Não            | Não            | Sim            | Não                | Reality de televisão                                                                 |
| Most Daring                        | 2009–2010 | Não            | Não            | Não            | Sim            | Não                | Reality de televisão                                                                 |
| Design School                      | 2010      | Não            | Não            | Não            | Sim            | Não                | Reality de televisão                                                                 |
| Hot in Cleveland                   | 2010      | Não            | Não            | Não            | Sim            | Não                | Episódio: "Behind the Hotness"                                                       |
| The Haunting of Hill House         | 2018      | Sim            | Sim            | Sim            | Sim            | Sim                | 10 episódios Editou o episódio: "Steven Sees a Ghost"                                |
| The Haunting of Bly Manor          | 2020      | Sim            | Sim            | Sim            | Sim            | Sim                | Escreveu e dirigiu o episódio: "The Great Good Place" Editou o episódio: "The Pupil" |
| Midnight Mass                      | 2021      | Sim            | Sim            | Sim            | Sim            | Sim                | Minissérie                                                                           |
| O Clube da Meia-Noite              | 2022      | Sim            | Sim            | Sim            | Sim            | Sim                | 10 episódios                                                                         |
| The Fall of the House of Usher     | 2023      | Sim            | Sim            | Sim            | Sim            | Sim                | Minissérie                                                                           |

## Colaboradores recorrentes
| Colaborador          | Absentia (2011) | Oculus (2014)            | Before I Wake (2016) | Hush (2016)            | Ouija: Origin of Evil (2017) | Gerald's Game (2017)                   | The Haunting (2018-2020)           | Doctor Sleep (2019) | Midnight Mass   |
| Atores               | Atores          | Atores                   | Atores               | Atores                 | Atores                       | Atores                                 | Atores                             | Atores              | Atores          |
| -------------------- | --------------- | ------------------------ | -------------------- | ---------------------- | ---------------------------- | -------------------------------------- | ---------------------------------- | ------------------- | --------------- |
| Selena Anduze        | Does not appear | Does not appear          | Does not appear      | Does not appear        | Does not appear              | Does not appear                        | Paige                              | Apron Annie         | Does not appear |
| Annalise Basso       | Does not appear | Kaylie Russell (12 anos) | Does not appear      | Does not appear        | Paulina Zander               | Does not appear                        | Does not appear                    | Does not appear     | Does not appear |
| Courtney Bell        | Tricia Riley    | Auctioneer               | Andrea Morgan        | Does not appear        | Does not appear              | Does not appear                        | Does not appear                    | Does not appear     | Does not appear |
| Alex Essoe           | Does not appear | Does not appear          | Does not appear      | Does not appear        | Does not appear              | Does not appear                        | Charlotte Wingrave                 | Wendy Torrance      | Confirmado      |
| James Flanagan       | Jamie Lambert   | Tobin Capp               | Does not appear      | Does not appear        | Does not appear              | Secretário do Tribunal                 | Diretor do funeral                 | Diesel Doug         | Does not appear |
| Annabeth Gish        | Does not appear | Does not appear          | Natalie              | Does not appear        | Does not appear              | Does not appear                        | Clara Dudley                       | Does not appear     | Confirmado      |
| Bruce Greenwood      | Does not appear | Does not appear          | Does not appear      | Does not appear        | Does not appear              | Gerald Burlingame                      | Does not appear                    | Dr. John Dalton     | Does not appear |
| Carla Gugino         | Does not appear | Does not appear          | Does not appear      | Does not appear        | Does not appear              | Jessie Burlingame                      | Olivia Crain, A Narradora          | Does not appear     | Does not appear |
| Oliver Jackson-Cohen | Does not appear | Does not appear          | Does not appear      | Does not appear        | Does not appear              | Does not appear                        | Luke Crain, Peter Quint            | Does not appear     | Does not appear |
| Rahul Kohli          | Does not appear | Does not appear          | Does not appear      | Does not appear        | Does not appear              | Does not appear                        | Owen                               | Does not appear     | Confirmado      |
| Robert Longstreet    | Does not appear | Does not appear          | Does not appear      | Does not appear        | Does not appear              | Does not appear                        | Horace Dudley                      | Barry               | Confirmado      |
| Violet McGraw        | Does not appear | Does not appear          | Does not appear      | Does not appear        | Does not appear              | Does not appear                        | Eleonor "Nell" Crain (criança)     | Violet              | Does not appear |
| Catherine Parker     | Callie          | Clerk                    | Does not appear      | Does not appear        | Does not appear              | Does not appear                        | Poppy Hill, Perdita Willoughby     | Silent Sarey        | Does not appear |
| Victoria Pedretti    | Does not appear | Does not appear          | Does not appear      | Does not appear        | Does not appear              | Does not appear                        | Eleonor "Nell" Crain, Dani Clayton | Does not appear     | Does not appear |
| Elizabeth Reaser     | Does not appear | Does not appear          | Does not appear      | Does not appear        | Alice Zander                 | Does not appear                        | Shirley Crain                      | Does not appear     | Does not appear |
| Kate Siegel          | Does not appear | Marisol Chavez           | Does not appear      | Madison "Maddie" Young | Jenny Browning               | Sally                                  | Theo Crain, Viola Willoughby       | Does not appear     | Confirmado      |
| Samantha Sloyan      | Does not appear | Does not appear          | Does not appear      | Sarah Quinn            | Does not appear              | Does not appear                        | Leigh Crain                        | Does not appear     | Confirmado      |
| Carel Struycken      | Does not appear | Does not appear          | Does not appear      | Does not appear        | Does not appear              | "Moonlight Man"/Raymond Andrew Joubert | Does not appear                    | Flick               | Does not appear |
| Henry Thomas         | Does not appear | Does not appear          | Does not appear      | Does not appear        | Father Tom Hogan             | Tom                                    | Hugh Crain (jovem), Henry Wingrave | Bartender           | Confirmado      |
| Jacob Tremblay       | Does not appear | Does not appear          | Cody                 | Does not appear        | Does not appear              | Does not appear                        | Does not appear                    | Bradley Trevor      | Does not appear |
| Michael Trucco       | Does not appear | Does not appear          | Does not appear      | John Stanley           | Does not appear              | Does not appear                        | Does not appear                    | Does not appear     | Confirmado      |
| Lulu Wilson          | Does not appear | Does not appear          | Does not appear      | Does not appear        | Doris Zander                 | Does not appear                        | Shirley Crain (criança)            | Does not appear     | Does not appear |
| Cinematografia       |                 |                          |                      |                        |                              |                                        |                                    |                     |                 |
| Michael Fimognari    | Does not appear | Sim                      | Sim                  | Does not appear        | Sim                          | Sim                                    | Sim                                | Sim                 | Sim             |
| James Kniest         | Does not appear | Does not appear          | Does not appear      | Sim                    | Does not appear              | Does not appear                        | Sim                                | Does not appear     | Sim             |
| Compositor           |                 |                          |                      |                        |                              |                                        |                                    |                     |                 |
| The Newton Brothers  | Does not appear | Sim                      | Sim                  | Sim                    | Sim                          | Sim                                    | Sim                                | Sim                 | Sim             |
| Produtores           |                 |                          |                      |                        |                              |                                        |                                    |                     |                 |
| Jason Blum           | Does not appear | Sim                      | Does not appear      | Sim                    | Sim                          | Does not appear                        | Does not appear                    | Does not appear     | Does not appear |
| Trevor Macy          | Does not appear | Sim                      | Sim                  | Sim                    | Sim                          | Sim                                    | Sim                                | Sim                 | Sim             |

Notas
1. 1 2 3 4 5 6 7 8 9 10 11 12 13 14 15 16 17  em Hill House
2. 1 2 3 4 5 6 7 8 9 10 11  em Bly Manor